# Landtagswahl in Tirol 2003
- SPÖ: 9
- GRÜNE: 5
- ÖVP: 20
- FPÖ: 2

Die Landtagswahl in Tirol 2003 fand am 28. September 2003 statt.
Nach seiner Amtsübernahme im Oktober 2002 kündigte Landeshauptmann Herwig van Staa vorgezogene Neuwahlen an. Planmäßig hätten die Wahlen erst im März 2004 stattgefunden.
Die Österreichische Volkspartei (ÖVP) konnte dabei erstmals seit 1984 wieder Gewinne erzielen und konnte zwei Mandate hinzugewinnen. Mit 20 von 36 Mandaten erreichte die ÖVP damit auch wieder die absolute Mandatsmehrheit. Auch die Sozialdemokratische Partei Österreichs (SPÖ) konnte ihr Ergebnis verbessern und gewann zu ihren bisher 8 Mandaten eines hinzu. Am stärksten gewann jedoch die Grüne Alternative Tirol (GRÜNE), die ihren Stimmenanteil nahezu verdoppelte und 2 Mandate hinzugewann. Mit ihren 5 Mandaten überholten die Grünen auch die Freiheitliche Partei Österreichs (FPÖ), die von 19,6 % auf 8,0 % abstürzte und 5 ihrer bisher 7 Mandate verlor. Die Kommunistische Partei Österreichs (KPÖ) verfehlte den Einzug in den Landtag klar.
Die Wahlbeteiligung stürzte bei der Landtagswahl massiv ab und sank gegenüber 1999 von 80,6 % auf 60,9 %.

## Ergebnisse

### Gesamtergebnis
|                                              | Ergebnisse 2003  | Ergebnisse 2003  | Ergebnisse 2003  | Ergebnisse 1999 | Ergebnisse 1999 | Ergebnisse 1999 | Differenzen | Differenzen | Differenzen |  |
| -------------------------------------------- | ---------------- | ---------------- | ---------------- | --------------- | --------------- | --------------- | ----------- | ----------- | ----------- |  |
| Wahlberechtigte                              | 483.559          | 483.559          | 483.559          | 465.067         | 465.067         | 465.067         | + 18.492    | + 18.492    | + 18.492    |  |
| Wahlbeteiligung                              | 60,91 %          | 60,91 %          | 60,91 %          | 80,57 %         | 80,57 %         | 80,57 %         | - 19,66 %   | - 19,66 %   | - 19,66 %   |  |
|                                              | Stimmen          | %                | Mand.            | Stimmen         | %               | Mand.           | Stimmen     | %           | Mand.       |  |
| Abgegebene Stimmen                           | 294.527          |                  |                  | 374.674         |                 |                 | - 80.158    |             |             |  |
| Ungültig                                     | 4.350            | 1,48 %           |                  | 27.460          | 7,35 %          |                 | - 23.110    | - 5,87 %    |             |  |
| Gültig                                       | 290.177          | 98,52 %          |                  | 347.214         | 92,65 %         |                 | - 56.970    | + 5,87 %    |             |  |
| Partei                                       |                  |                  |                  |                 |                 |                 |             |             |             |  |
| Österreichische Volkspartei (ÖVP)            | 144.774          | 49,89 %          | 20               | 163.970         | 47,22 %         | 18              | - 19.162    | + 2,67 %    | + 2         |  |
| Sozialdemokratische Partei Österreichs (SPÖ) | 75.019           | 25,85 %          | 9                | 75.585          | 21,77 %         | 8               | - 554       | + 4,08 %    | + 1         |  |
| Freiheitliche Partei Österreichs (FPÖ)       | 23.113           | 7,97 %           | 2                | 68.108          | 19,62 %         | 7               | - 44.975    | - 11,64 %   | - 5         |  |
| Grüne Alternative Tirol (GRÜNE)              | 45.239           | 15,59 %          | 5                | 27.862          | 8,03 %          | 3               | + 17.379    | + 7,56 %    | + 2         |  |
| Kommunistische Partei Österreichs (KPÖ)      | 2.032            | 0,70 %           | 0                | 491             | 0,14 %          | 0               | + 1.542     | + 0,56 %    | ± 0         |  |
| Liberales Forum (LIF)                        | nicht kandidiert | nicht kandidiert | nicht kandidiert | 11.198          | 3,23 %          | 0               | - 11.198    | - 3,23 %    | ± 0         |  |
| Gesamt                                       | 290.177          | 100,00 %         | 36               | 347.214         | 100,00 %        | 36              | - 56.970    |             |             |  |

### Bezirksergebnisse
| Wahlkreis                  | Gesamt  | Gesamt  | Gesamt | ÖVP     | ÖVP     | ÖVP  | SPÖ    | SPÖ     | SPÖ | FPÖ    | FPÖ     | FPÖ | GRÜNE  | GRÜNE   | GRÜNE | KPÖ              | KPÖ              | KPÖ              |
| Wahlkreis                  | Stimmen | Mandate | RM     | Stim.   | %       | Md.  | Stim.  | %       | Md. | Stim.  | %       | Md. | Stim.  | %       | Md.   | Stim.            | %                | Md.              |
| -------------------------- | ------- | ------- | ------ | ------- | ------- | ---- | ------ | ------- | --- | ------ | ------- | --- | ------ | ------- | ----- | ---------------- | ---------------- | ---------------- |
| Innsbruck-Stadt            | 44.647  | 4       |        | 15.634  | 35,02 % | 2    | 12.669 | 28,38 % | 1   | 3.469  | 7,77 %  | 0   | 12.065 | 27,02 % | 1     | 810              | 1,81 %           | 0                |
| Innsbruck-Land             | 69.932  | 2       |        | 32.089  | 46,56 % | 2    | 18.066 | 26,21 % | 0   | 5.591  | 8,11 %  | 0   | 12.383 | 17,97 % | 0     | 793              | 1,15 %           | 0                |
| Imst                       | 23.545  | 6       |        | 14.580  | 61,92 % | 3    | 5.235  | 22,23 % | 2   | 1.490  | 6,33 %  | 0   | 2.240  | 9,51 %  | 1     | nicht kandidiert | nicht kandidiert | nicht kandidiert |
| Kitzbühel                  | 25.705  | 1       |        | 13.729  | 53,41 % | 1    | 6.724  | 26,16 % | 0   | 2.374  | 9,24 %  | 0   | 2.878  | 11,20 % | 0     | nicht kandidiert | nicht kandidiert | nicht kandidiert |
| Kufstein                   | 40.114  | 3       |        | 19.063  | 47,52 % | 2    | 11.151 | 27,80 % | 1   | 4.045  | 10,08 % | 0   | 5.426  | 13,53 % | 0     | 429              | 1,07 %           | 0                |
| Landeck                    | 19.534  | 1       |        | 11.047  | 56,55 % | 1    | 5.841  | 29,90 % | 0   | 916    | 4,69 %  | 0   | 1.730  | 8,86 %  | 0     | nicht kandidiert | nicht kandidiert | nicht kandidiert |
| Lienz                      | 23.344  | 2       |        | 14.614  | 62,60 % | 2    | 3.962  | 16,97 % | 0   | 1.913  | 8,19 %  | 0   | 2.855  | 12,23 % | 0     | nicht kandidiert | nicht kandidiert | nicht kandidiert |
| Reutte                     | 12.994  | 1       |        | 7.392   | 56,89 % | 1    | 3.096  | 23,83 % | 0   | 838    | 6,45 %  | 0   | 1.668  | 12,84 % | 0     | nicht kandidiert | nicht kandidiert | nicht kandidiert |
| Schwaz                     | 31.372  | 3       |        | 16.626  | 53,00 % | 2    | 8.275  | 26,38 % | 1   | 2.477  | 7,90 %  | 0   | 3.994  | 12,73 % | 0     | nicht kandidiert | nicht kandidiert | nicht kandidiert |
| Gesamtergebnis Restmandate | 290.177 | 23      | 14     | 144.774 | 49,89 % | 16 3 | 75.019 | 25,85 % | 5 4 | 23.113 | 7,97 %  | 0 2 | 45.239 | 15,59 % | 2 3   | 2.032            | 0,70 %           | 0                |

## Auswirkungen
Die Abgeordneten der XIV. Gesetzgebungsperiode wurden am 21. Oktober 2003 angelobt. Sie wählten in der Folge die Mitglieder der Landesregierung van Staa II.